# Hololepta aequalis
Hololepta aequalis är en skalbaggsart som beskrevs av Thomas Say 1825. Hololepta aequalis ingår i släktet Hololepta och familjen stumpbaggar. Inga underarter finns listade i Catalogue of Life.